# Adama Niane (acteur)
Adama Niane (Parijs, 23 september 1966 – aldaar, 28 januari 2023) was een Frans acteur.

## Carrière
Niane genoot internationale bekendheid dankzij zijn rol van de huurmoordenaar Léonard in de Netflix-serie Lupin. In zijn thuisland Frankrijk was hij vooral bekend voor zijn rollen als advocaat Sébastien Sangha in de serie Plus belle la vie en als wiskundeleraar in Sam. In 2019 speelde Niane de hoofdrol in de thriller Furie (of Get it). Hij overleed in 2023 op 56-jarige leeftijd in Parijs.

## Filmografie

### Films
- 1996 : Mo als Zeck
- 2000 : Baise-moi als de jongen aan de biljardtafel
- 2008 : 35 Rhums
- 2014 : L'Affaire SK1 als Guy Georges
- 2016 :  Le Gang des Antillais als Molokoy
- 2019 : Perdrix als luitenant Arsène Njo Léa
- 2019 : Furie (Get it) als Paul Diallo
- 2020 : Felicità als Serge Maillard

### Televisiefilms
- 1993 : Gabriel als Gabriel
- 2000 : Suite en ré als Merlin
- 2003 : Ambre a disparu als Jules Survelor
- 2017 : Imposture als Charles Meyer
- 2018 : La Promesse de l'eau als Christophe Gagneur

### Televisieseries
- 2007 : Mystère als Paolo Bruni (12 afleveringen)
- 2009 : PJ als Lorenzo Dantzer (4 afleveringen)
- 2009 : Plus belle la vie als Sébastien Sangha (42 afleveringen)
- 2009-2010 : Boulevard du Palais als Thierry Petit (2 afleveringen)
- 2015 : The Last Panthers als Nadim (5 afleveringen)
- 2016 : Chefs als Victor (2 afleveringen)
- 2017 : La Mante als Agent Stern (6 afleveringen)
- 2019 : Prise au piège als Père Fatou (2 afleveringen)
- 2018-2021 : Maroni, les fantômes du fleuve als Joseph Dialo (10 afleveringen)
- 2019-2021 : Sam als Issa, wiskundeleraar (16 afleveringen)
- 2020 : Déparages als David Fontana (6 afleveringen)
- 2021 : Lupin als Léonard (7 afleveringen)
- 2021 : L'Île aux trente cercueils als Yannick Lantry (6 afleveringen)

- Bibliothèque nationale de France: cb171532071 (data)
- Gemeinsame Normdatei: 1154362299
- International Standard Name Identifier: 0000 0004 6353 8764
- Library of Congress Control Number: no2020088479
- Virtual International Authority File: 6579150749019416420000